# Clearwater (Washington)
Clearwater az Amerikai Egyesült Államok északnyugati részén, Washington állam Jefferson megyéjében elhelyezkedő önkormányzat nélküli település.
Clearwater postahivatala 1895 és 1966 között működött. A település nevét a Clearwater folyóról kapta.

## Éghajlat
| Hónap                                   | Jan.  | Feb.  | Már. | Ápr. | Máj. | Jún. | Júl. | Aug. | Szep. | Okt. | Nov.  | Dec.  | Év    |
| --------------------------------------- | ----- | ----- | ---- | ---- | ---- | ---- | ---- | ---- | ----- | ---- | ----- | ----- | ----- |
| Rekord max. hőmérséklet (°C)            | 18,0  | 24,0  | 26,0 | 31,0 | 36,0 | 39,0 | 38,0 | 27,0 | 36,0  | 29,0 | 24,0  | 16,0  | 39,0  |
| Átlagos max. hőmérséklet (°C)           | 7,4   | 9,7   | 11,4 | 13,9 | 17,0 | 18,7 | 21,2 | 21,4 | 20,3  | 15,7 | 10,7  | 7,7   | 14,6  |
| Átlagos min. hőmérséklet (°C)           | 1,1   | 1,4   | 1,9  | 3,0  | 5,6  | 7,9  | 9,6  | 9,6  | 7,8   | 5,6  | 3,3   | 1,7   | 4,9   |
| Rekord min. hőmérséklet (°C)            | −22,0 | −18,0 | −9,0 | −4,0 | −3,0 | −1,0 | −4,0 | −1,0 | −3,0  | −6,0 | −12,0 | −16,0 | −22,0 |
| Átl. csapadékmennyiség (mm)             | 426   | 332   | 320  | 224  | 138  | 95   | 60   | 71   | 138   | 285  | 436   | 431   | 2956  |
| Forrás: Western Regional Climate Center |       |       |      |      |      |      |      |      |       |      |       |       |       |

## Fordítás
- Ez a szócikk részben vagy egészben  a   Clearwater, Washington című angol Wikipédia-szócikk ezen változatának fordításán alapul.  Az eredeti cikk szerkesztőit annak laptörténete sorolja fel. Ez a jelzés csupán a megfogalmazás eredetét és a szerzői jogokat jelzi, nem szolgál a cikkben szereplő információk forrásmegjelöléseként.